# Mindaugas Timinskas

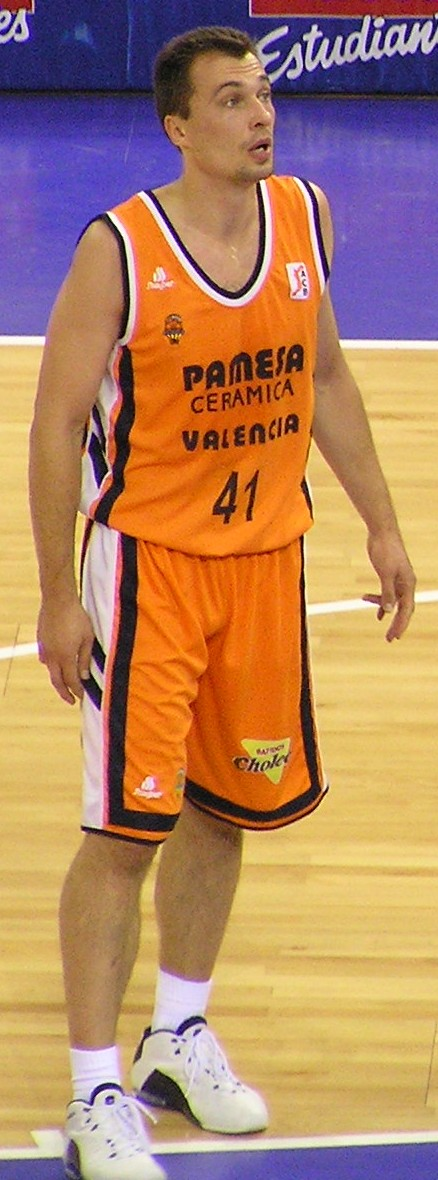

Mindaugas Timinskas, född 28 mars 1974 i Šilutė, dåvarande Sovjetunionen, är en litauisk basketspelare som tog OS-brons 2000 i Sydney. Detta var Litauens tredje bronsmedalj i rad i herrarnas turnering i basket vid olympiska sommarspelen. Han började sin karriär i hemmaorten Šilutė och avslutade 2008 i laget Pamesa.